# Кучеренко Людмила Юріївна
Людмила Юріївна Кучеренко (нар. 16 липня 1958, село Августівка, тепер Біляївського району Одеської області) — українська радянська діячка, завідувачка молочнотоварної ферми колгоспу імені Котовського Біляївського району Одеської області. Депутат Верховної Ради УРСР 11-го скликання.

## Біографія
Освіта середня спеціальна.
З 1977 року — лаборант, обліковець, телятниця, з 1984 року — завідувачка молочнотоварної ферми колгоспу імені Котовського села Августівка Біляївського району Одеської області.
Проживала в селі Августівка Біляївського району Одеської області.

## Нагороди
- ордени
- медалі